# Văcăreni
Văcăreni é uma comuna romena localizada no distrito de Tulcea, na região de Dobruja. A comuna possui uma área de 53.27 km² e sua população era de 2362 habitantes segundo o censo de 2007.